# Грегори Купе
Грегори Купе (фр. Grégory Coupet; 31. децембар 1972) бивши је француски фудбалер који је играо на позицији голмана.

## Статистика каријере

### Репрезентативна
| Француска | Француска | Француска |
| Година    | Утакмице  | Голови    |
| --------- | --------- | --------- |
| 2001      | 1         | 0         |
| 2002      | 2         | 0         |
| 2003      | 3         | 0         |
| 2004      | 4         | 0         |
| 2005      | 8         | 0         |
| 2006      | 5         | 0         |
| 2007      | 4         | 0         |
| 2008      | 7         | 0         |
| Укупно    | 34        | 0         |

## Успеси

### Клупски
Олимпик Лион
- Прва лига Француске: 2001/02, 2002/03, 2003/04, 2004/05, 2005/06, 2006/07, 2007/08.
- Куп Француске: 2007/08.
- Лига куп Француске: 2000/01.
- Суперкуп Француске: 2003, 2004, 2005, 2007, 2008.

### Репрезентативни
Француска
- Куп конфедерација: 2001, 2003.

### Индивидуални
- Голман године Прве лиге Француске: 2002/03, 2003/04, 2004/05, 2005/06.[6]
- Тим године Прве лиге Француске: 2002/03, 2003/04, 2004/05, 2005/06.[7]